# Coleta
La coleta o rave de mar (Crambe maritima) és una planta perenne que creix en sòls més o menys salins (halòfita). Les seves fulles són comestibles. Creix de manera silvestre a les costes d'Europa (des de l'Atlàntic Nord fins a la Mar Negra) i també es cultiva. Les seves fulles recorden les de la col i són carnoses i de color glauc. Les llavors es troben en síliqües globulars.
A vegades es fa servir com planta ornamental però el seu ús més comú és com a vegetal comestible amb emblanquinament de les fulles (com els turions dels espàrrecs per exemple). És comuna a les costes d'Anglaterra (s'anomena seakale). No creix silvestre als Països Catalans si que ho fa l'espècie pròxima Crambe hispanica a la Ribera Baixa, La Marina i La Costera al País Valencià.